# Роосна-Алліку (природний парк)
Роосна-Алліку (ест. Roosna-Alliku maastikukaitseala) — природний парк (ландшафтний заповідник) в Естонії.

## Географічне положення
Природний парк Роосна-Алліку розташований на території селища Роосна-Алліку і села Аллік'ярве, муніципалітет Пайде, повіт Ярвамаа.

## Опис
Загальна площа природного парку — 43 га, з них площа внутрішніх водойм — 5,2 га.

## Історія
Початком створення природного парку Роосна-Алліку стало рішення № 15 Виконкому Ради народних депутатів Пайдеського району Естонської РСР від 26 січня 1981 року «Про прийняття на облік нових природоохоронних об'єктів», яким прийняті під охорону держави Холодні джерела Роосна-Алліку (ест. Roosna-Alliku Külmaallikad). У 1991 році постановою № 173 Правління повіту Ярвамаа від 18 вересня 1991 року «про Затвердження переліку природоохоронних об'єктів Ярвамаа» і постановою № 217 Правління повіту Ярвамаа від 13 листопада 1991 року «Про затвердження переліку водоохоронних об'єктів Пандівереської державної водоохоронної зони та інструкцій щодо їх використання» охоронна зона була розширена. З 2003 року природний парк Роосна-Алліку входить до складу нітраточутливої зони Пандівере і Адавере-Пильтсамаа, а холодні джерела Роосна-Алліку визнані найважливішими джерелами.
Інструкція з охорони природного парку Роосна-Алліку прийнята постановою Уряду Естонської Республіки № 214 від 11 серпня 2005 року.
В даний час метою охорони природного парку Роосна-Алліку є захист природних місць існування в зв'язку з джерелами, що відкриваються в регіоні, на основі виконання директиви Європейського Союзу 92/43 про охорону природних місць проживання, дикої флори і фауни в Європі.